# Chouchanik
Chouchanik ou Shoushanik (en arménien Շուշանիկ ; en géorgien შუშანიკი) rendu en français par Suzanne (née vers 440 tuée le 17 octobre 475) est une sainte et une des premières martyres chrétiennes de l'Arménie médiévale. Elle fut tuée par son époux le prince Varsken dans la cité de Tsurtavi, en Géorgie. Elle mourut en défendant son droit à pratiquer sa religion chrétienne. Son martyre est évoqué par son confesseur Jacob dans ses œuvres hagiographiques.

## Princesse et martyre
Chouchanik, née Vardeni Mamikonian, est la fille du sparapet (commandant en chef des armées arméniennes) Vardan Mamikonian. Elle avait épousé un important seigneur féodal de la famille des Mihranides, Varsken, fils d'Arshousha, qui portait le titre de « vitaxe » (pitiakhsh) de Gogarène (470-482) et à qui elle donne trois enfants.
Varsken Ier était entré en conflit avec son suzerain le roi d'Ibérie Vakhtang Ier Gorgasali, contre lequel il avait pris le parti de l'Empire sassanide, renonçant même au christianisme et adoptant le zoroastrisme. Il avait reçu en récompense des Iraniens le titre de vice-roi d'Albanie du Caucase. Il tue son épouse le 17 octobre 475 lorsque celle-ci refuse de se soumettre à son ordre d'apostasier à son tour sa foi chrétienne. Varsken Ier est lui-même ensuite mis à mort en 482 par le roi Vakhtang Ier.
Selon Marie-Félicité Brosset, Chouchanik serait morte en 458, « âgée d'environ 45 ans », et son époux tué en 476, la « 15e année de Péroz » selon la chronologie d'Antoine-Jean Saint-Martin, ou 481 selon le père Tchamitch.
Chouchanik est canonisée par l'Église géorgienne et est vénérée comme une sainte par l'Église apostolique arménienne. Sa fête est célébrée dans la liturgie le 17 octobre.
Sa tombe se trouve dans l'église de Metekhi à Tbilissi.